# Kurando Mitsutake
Kurando Mitsutake (jap.  光武蔵人; * 24. Mai 1973 in Tokio) ist ein japanischer Filmregisseur und -schauspieler.

## Leben
Kurando Mitsutake studierte Film am California Institute of the Arts und schloss mit einem Master of Fine Arts ab. Während seines Studiums inszenierte er die beiden Kurzfilme Mujo Jin (1995) und The Killer, The Wounded and the Liar (1998). Beide sind stark von Akira Kurosawa und dem japanischen Samuraifilm geprägt.
2004 entstand sein erster Langfilm Monsters Don’t Get to Cry, der von der Inszenierung an ein Kammerspiel erinnert. Es fo0lgte iom gleichen Jahr der Splatterkurzfilm Samurai Avenger: Lone Wolf Blood Episode 24, der von der Lone-Wolf-&-Cub-Reihe sowie der Zatōichi-Reihe inspiriert wurde und zahlreiche Anspielungen auf diese Filme hatte.
Als Schauspieler trat Kurando Mitsutake neben seinen eigenen Werken  im Zombie-Kurzfilm Moratorium von Takashi Hirose (2012) und in Marc Fehses Sky Sharks (2020) auf sowie in einer Episode von Ugly Betty und in zwei Episoden von Heroes.
2009 folgte sein zweiter Langfilm Samurai Avenger: The Blind Wolf, bei der er auch die Hauptrolle als blinder Samurai übernahm. Angelehnt an seinen vorangegangenen Kurzfilm jhandelte es sich um einen Splatterfilm, der Elemente des Samurai- und des Italowestern enthielt. Es folgte 2014 der Rachefilm Gun Woman. Zwei Jahre später drehte er den Film Karate Kill, der an Actionfilme der Cannon-Produktionsfirma in den 1980ern angelehnt ist.
2020 folgte der Neo-Giallo Maniac Driver.

## Filmografie

### Regie
- 1995: Mujo Jin (Kurzfilm)
- 1998: The Killer, The Wounded and the Liar
- 2007: Monsters Don’t Get to Cry
- 2009: Samurai Avenger: The Blind Wolf
- 2014: Gun Woman
- 2016: Karate Kill
- 2020: Maniac Driver

### Schauspieler
- 2007: Ugly Betty (1 Episode)
- 2007: Heroes (2 Episoden)
- 2009: Samurai Avenger: The Blind Wolf
- 2009: White on Rice
- 2012: Moratorium (Kurzfilm)
- 2020: Sky Sharks